# Danute (cràter)
Danute és un cràter d'impacte en el planeta Venus de 12,3 km de diàmetre. Porta el nom d'un antropònim lituà, i el seu nom va ser aprovat per la Unió Astronòmica Internacional el 1994.